# Dacetinops darlingtoni
Dacetinops darlingtoni é uma espécie de formiga do gênero Dacetinops, pertencente à subfamília Myrmicinae.